# Adolphe Zimmermans
Adolphe Zimmermans, eigenlijk Bernard Eugène Adolphe Temmerman, (Den Haag, 2 april 1858 – aldaar, 2 juli 1922) was een Nederlands hoffotograaf.

## Leven en werk
Temmerman werd geboren als zoon van naaister Maria Jeanette Françoise (Marie) van Varseveld (1837-1888). Toen zij in 1865 trouwde met de Gentse toneelspeler Joannes Baptiste Temmerman (1840-) werd de zevenjarige Adolphe door beiden erkend. Temmerman trouwde in 1880 met modemaakster Elise Jacoba Paulina Aarts (1858-) en in 1904 met muziekonderwijzeres Louisa Wilhelmina Régouw (1864-1933). 
Als Adolphe Zimmermans was hij vanaf eind jaren zeventig actief als fotograaf. Het is niet zeker waaraan hij zijn pseudoniem heeft ontleend, de naam werd mogelijk al door zijn vader gevoerd. Zijn zaak was gevestigd aan de Riemersstraat, vanaf 1917 aan de Conradkade in Den Haag. Hij was gespecialiseerd in portretfotografie en maakte cartes de visite en kabinetfoto's. Hij won voor zijn werk prijzen op tentoonstellingen in Antwerpen (1885), Parijs (1886), Den Haag (1888) en Scheveningen (1892). Hij behoorde met Herman Deutmann en C.M. Dewald tot de oprichters van de 'Nederlandse Fotografen Kunstkring' (1902). Tijdens de tweede vergadering, bij hem thuis, werd hij benoemd tot penningmeester.

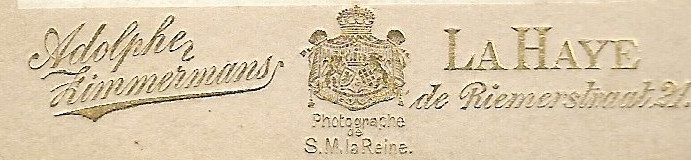
Logo rond 1902

Zijn clientèle behoorde tot de hogere kringen. Zimmermans maakte onder meer portretten van leden van het Koninklijk Huis, waaronder van prinses Wilhelmina in het "kleine Amalia van Solms kostuum" (1891). Vanaf 1892 mocht hij zich hofleverancier van koningin-regentes Emma noemen. Een van Zimmermans latere portretten van Wilhelmina werd gebruikt voor het ontwerp van postzegels die na haar inhuldiging werden uitgebracht (in 1899, 1905, 1998 en 2009).
Hij werd in 1896 eigenaar van een Benz Victoria en was daarmee naar verluidt de eerste automobilist in Nederland. Zimmermans hield het zakelijk gezien niet bij fotograferen. Hij ging met verschillende personen vennootschappen aan en was onder meer vennoot van drankenhandel Maartens & Co (1899-1907), van koffiehuis Maison Bordelaise (1901), en van slijterij 't Anker (1901) in Den Haag. In 1921 droeg Zimmermans zijn fotostudio over aan Johan Limpers.
Temmerman, zich noemende Zimmermans, overleed op 64-jarige leeftijd. Hij werd begraven op Oud Eik en Duinen.

## Enkele foto's

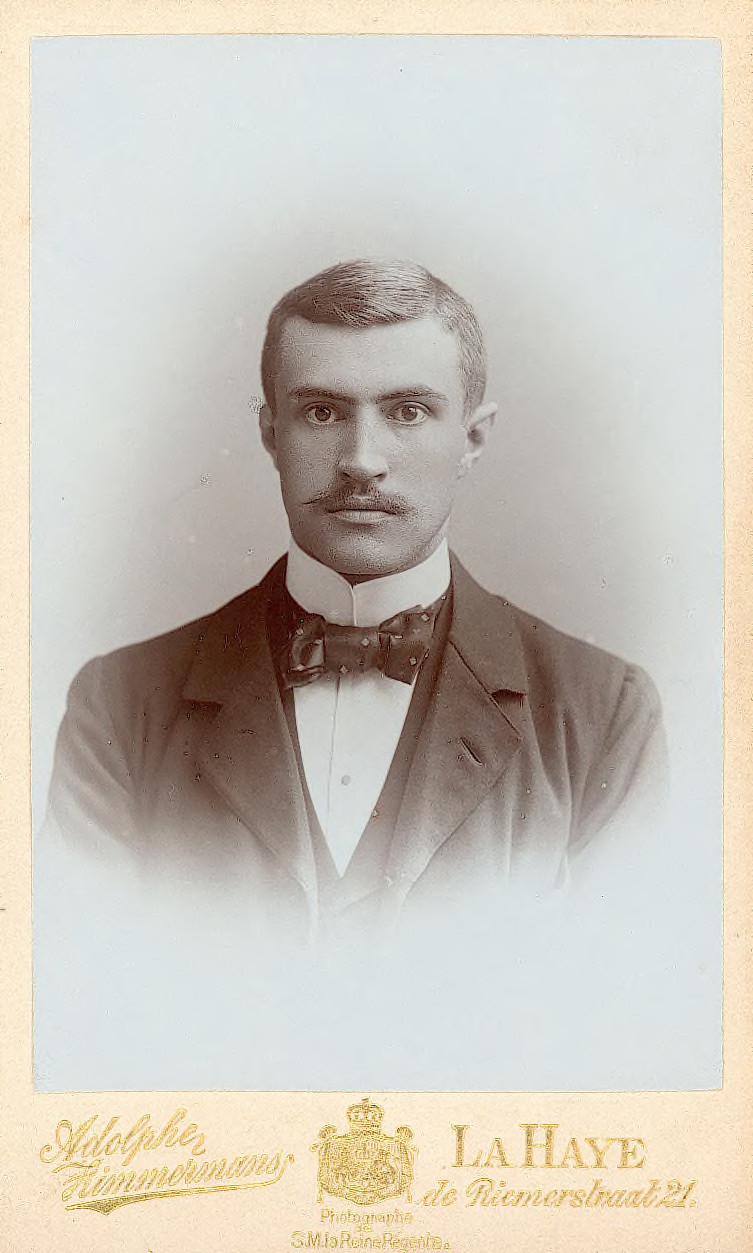
Herman Theodoor Colenbrander
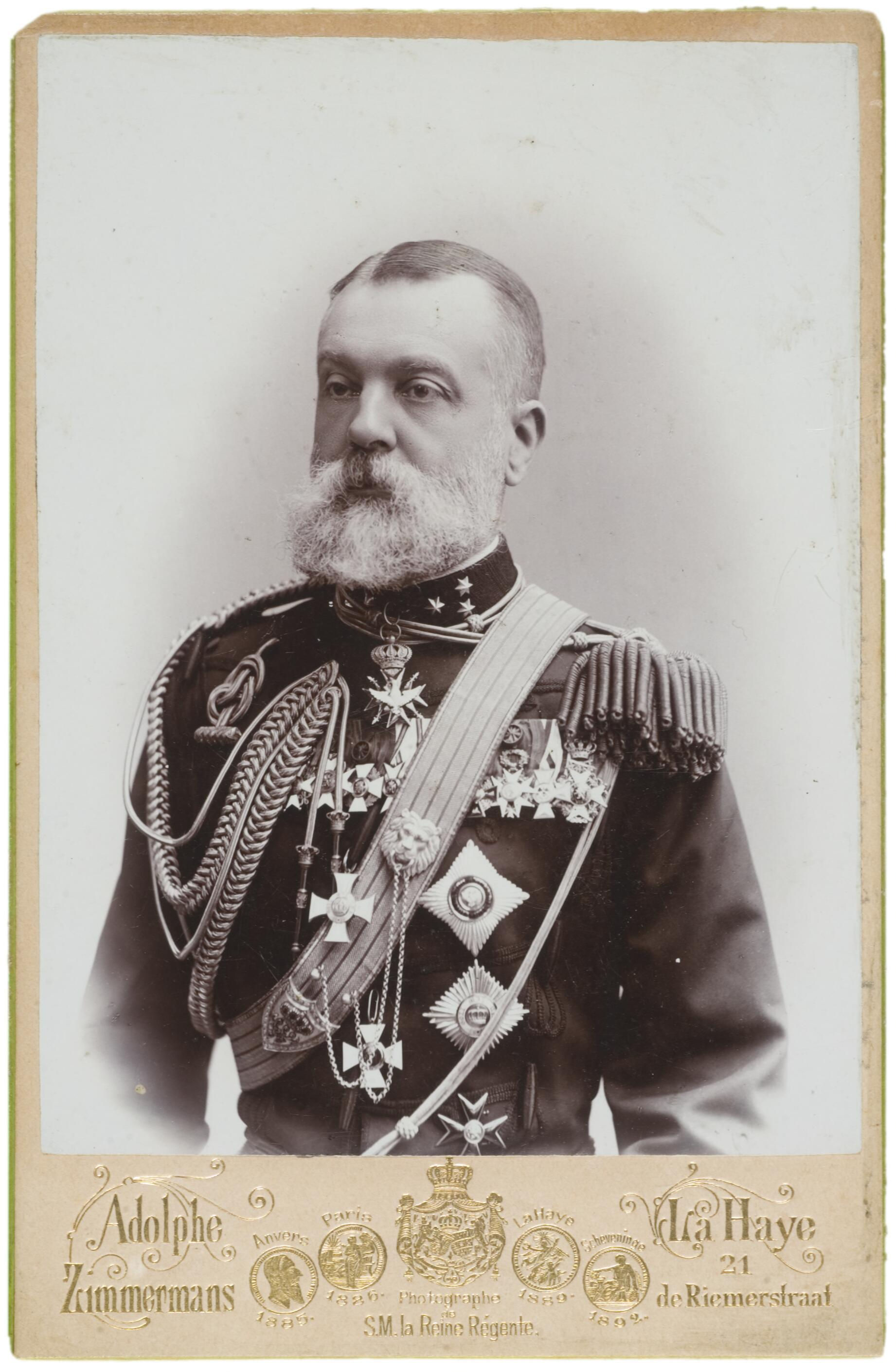
S.M.S. de Ranitz
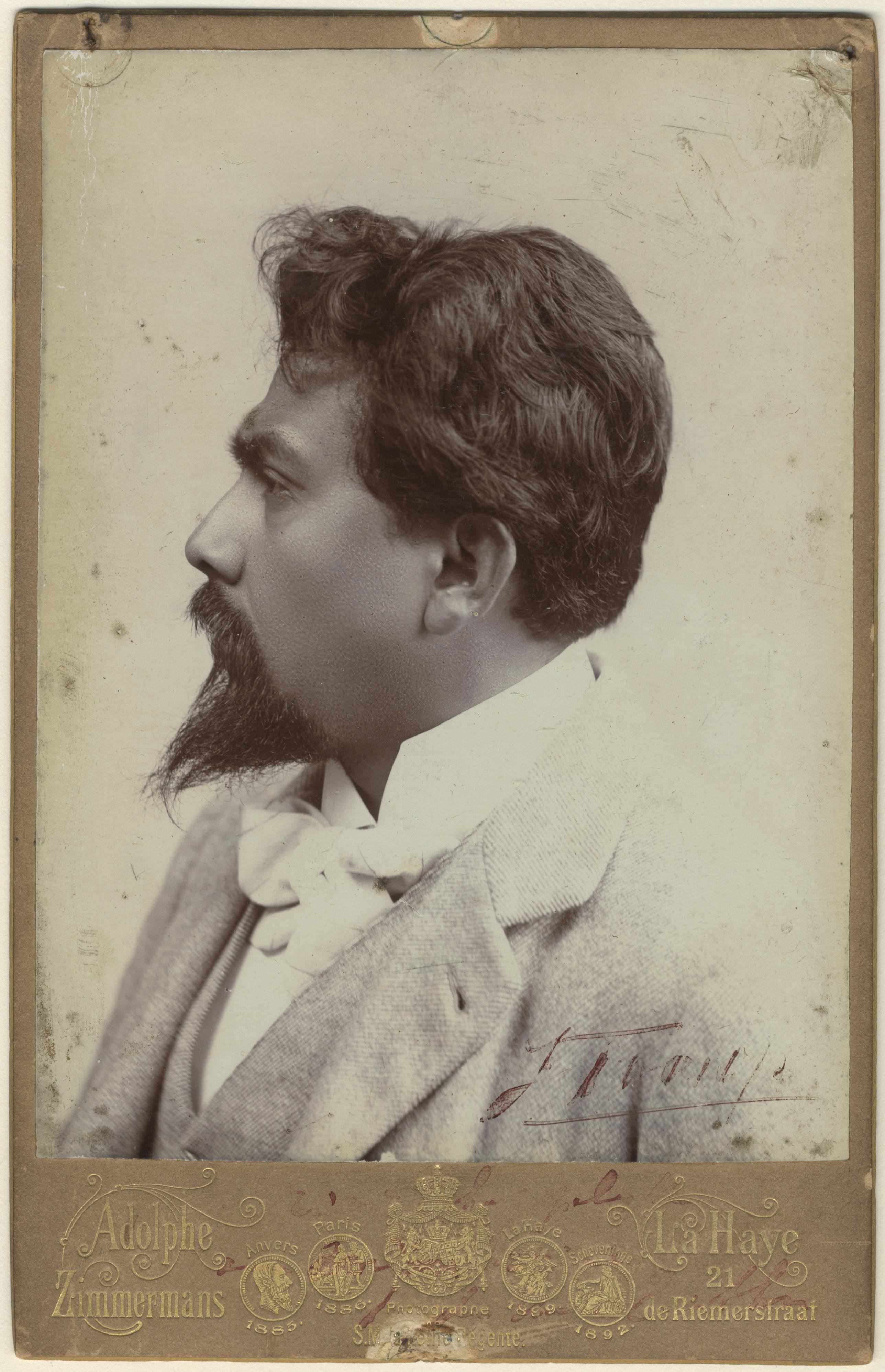
Jan Toorop
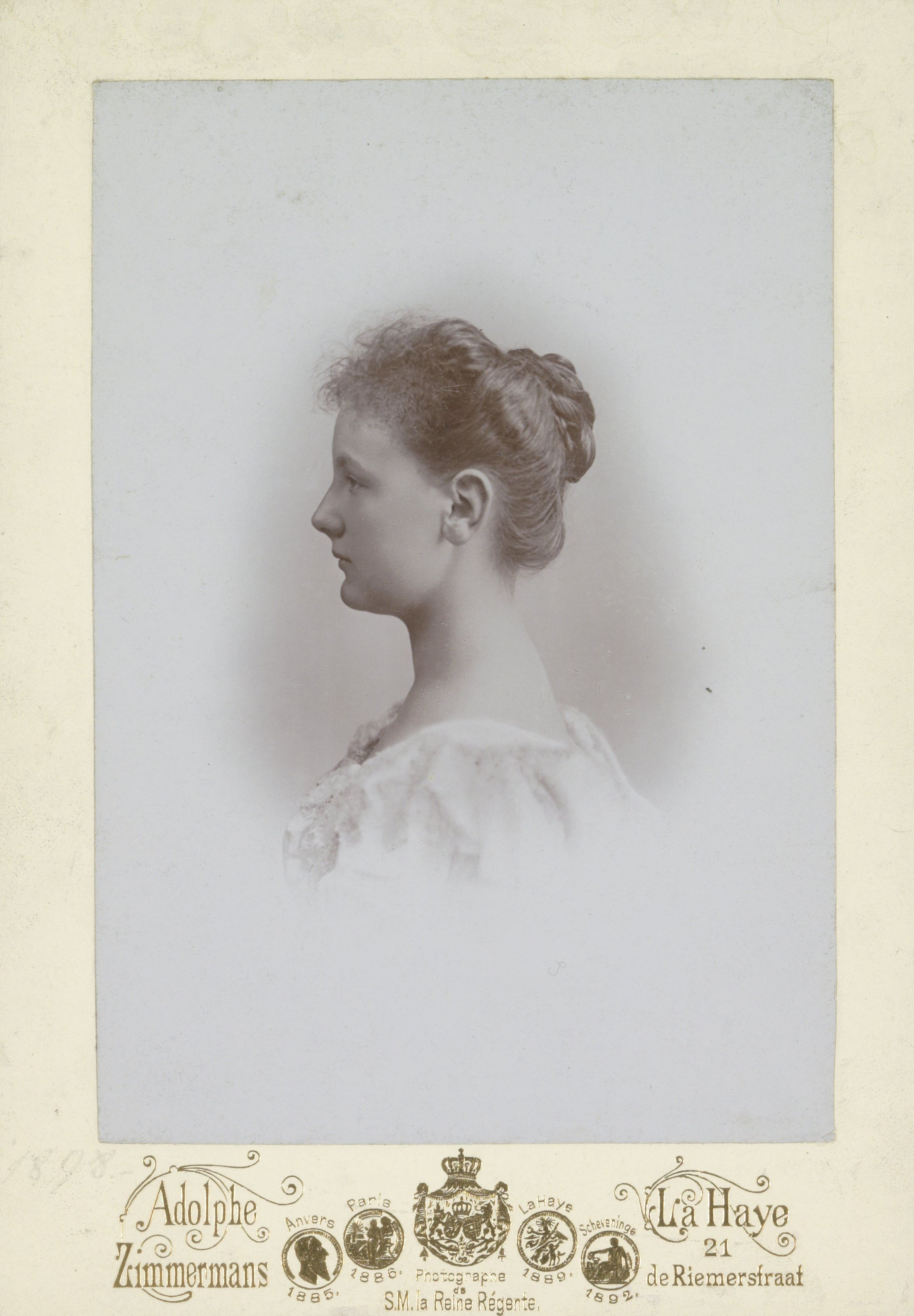
koningin Wilhelmina
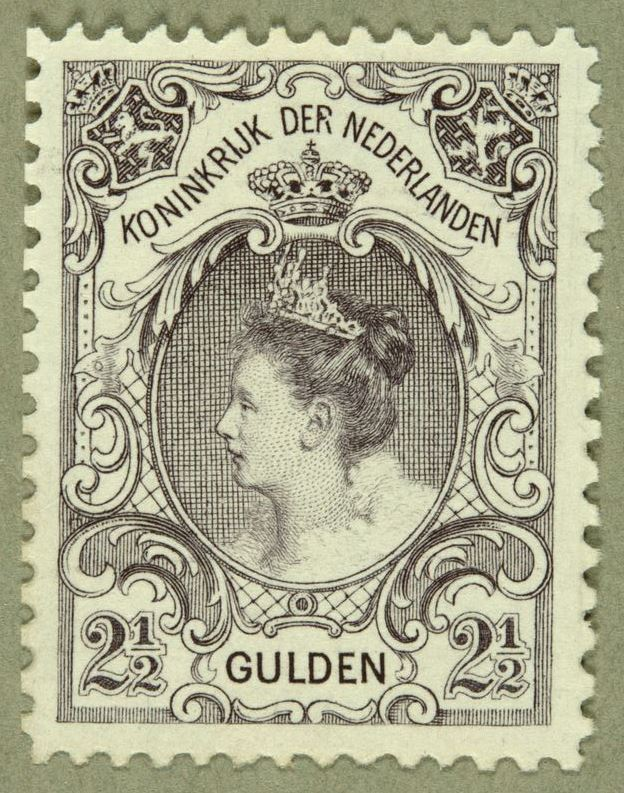
Postzegel met portret door Zimmermans

- Bibliothèque nationale de France: cb14944075z (data)
- Nederlandse Thesaurus van Auteursnamen: 074878921
- RKD-Nederlands Instituut voor Kunstgeschiedenis: 417368
- Virtual International Authority File: 286272167
- WorldCat: E39PBJbM6GwrhjVmX76qy93qQq